# Sottobosco

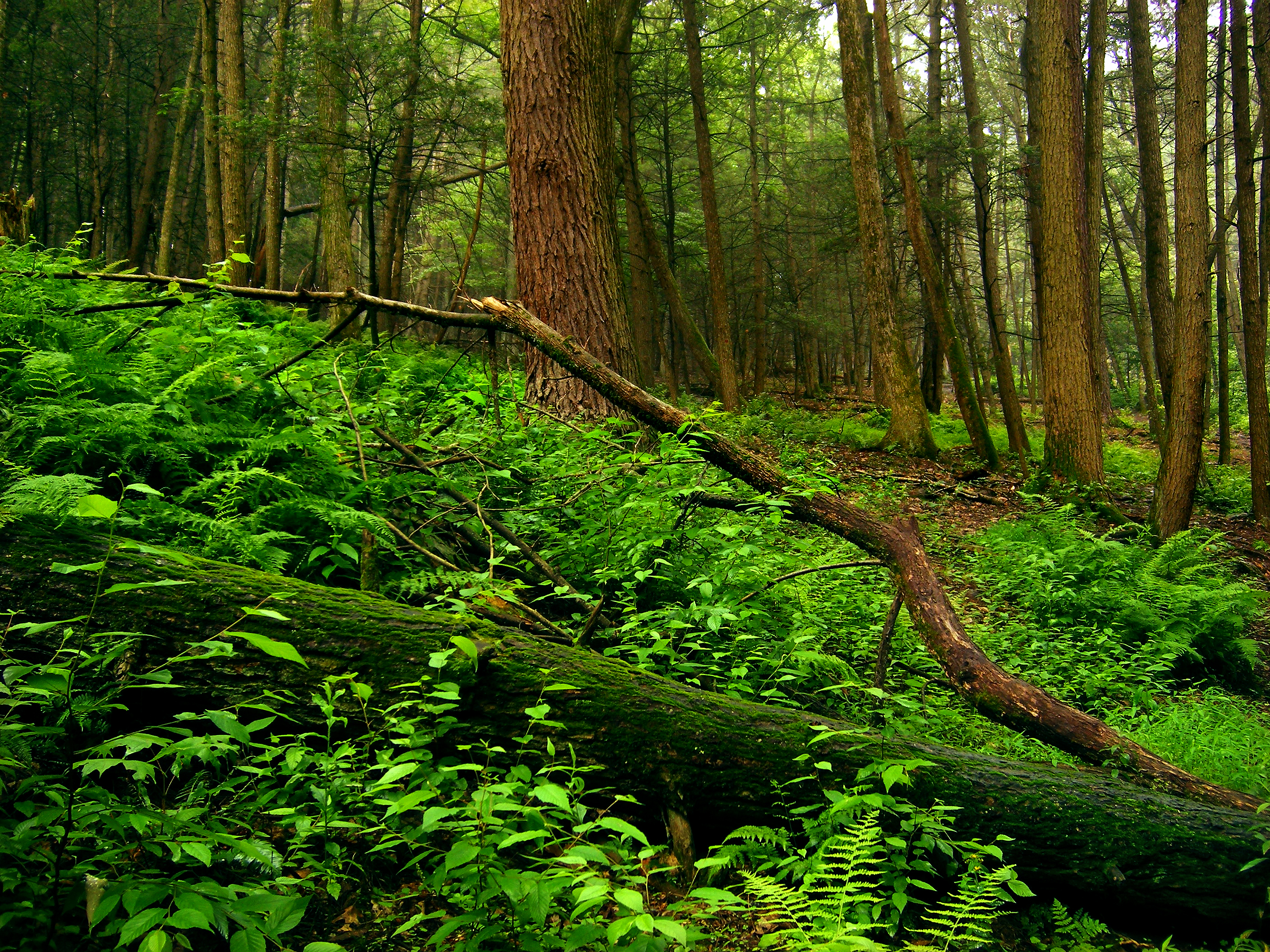
Il sottobosco è costituito da piccoli arbusti.

Nelle scienze forestali il sottobosco è quella parte dell'ambiente boschivo che si sviluppa all'ombra degli alberi ad alto fusto fino ad includere il suolo, in condizioni ambientali di scarsa illuminazione solare ed elevata umidità dell'aria e del suolo stesso. Queste condizioni ambientali lo rendono particolarmente adatto allo sviluppo di un particolare ecosistema profondamente diverso ad es. da quello della radura o del prato erboso adibito a pascolo per animali selvatici o bestiame.

## Ambiente

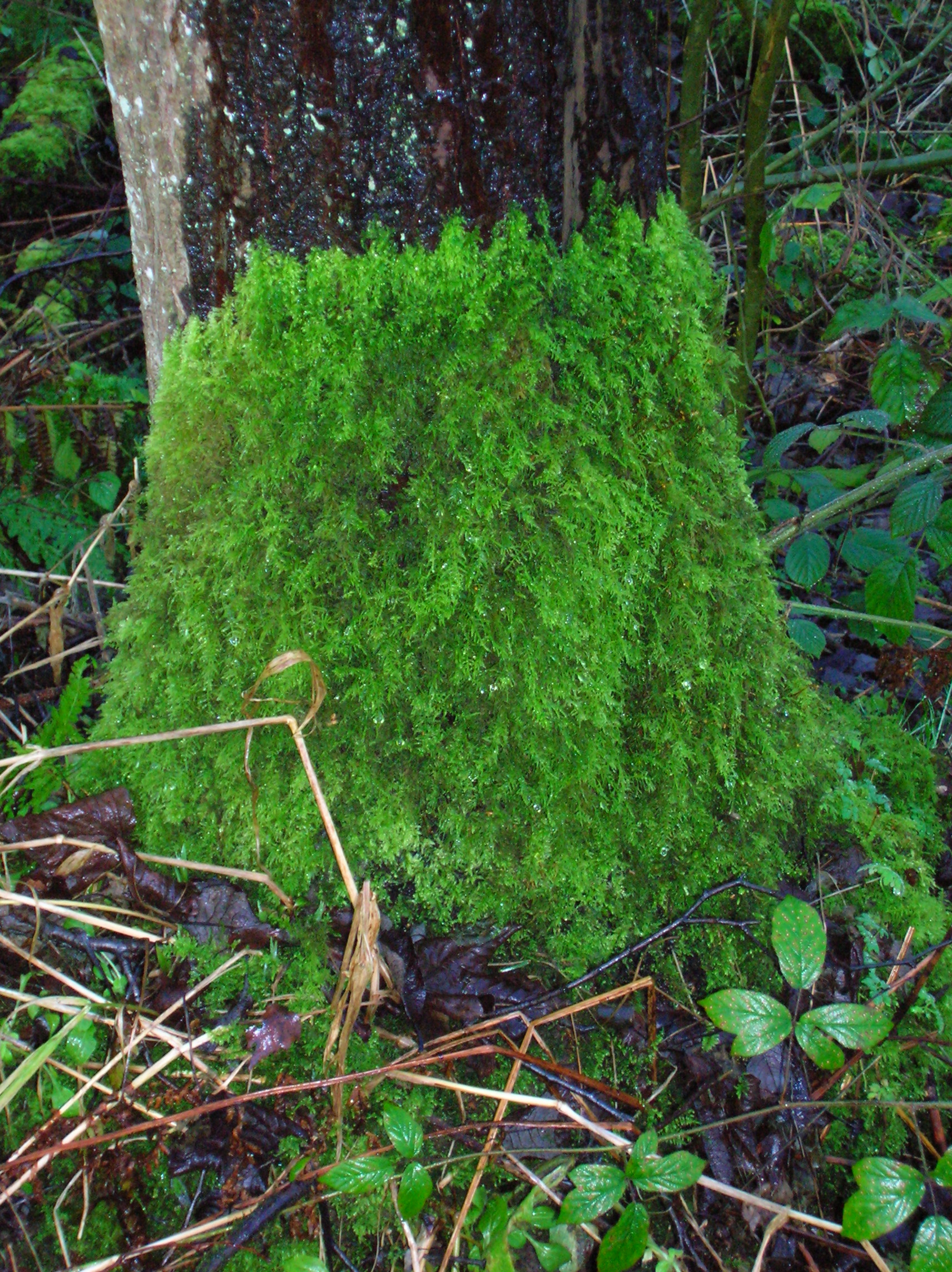
Tipici abitanti del sottobosco sono i muschi.

### Flora
Costituiscono generalmente il sottobosco tutte quelle specie vegetali che vanno dai muschi fino agli arbusti, ma non mancano anche appartenenti a generi arborei che, per l'assenza di spazio e luce, rimangono ad uno stato di alberello finché una grande pianta non cade abbattuta per un fenomeno naturale (fulmine o vento), per mano dell'uomo (disboscamento) o per morte naturale aprendo un varco nella copertura sovrastante permettendone lo sviluppo.
I muschi si sviluppano su ogni supporto, sia esso un tronco d'albero morto, una roccia, un muro, e possono creare sul terreno veri e propri tappeti verdi, soffici e spessi diversi centimetri, come fa la borracina. Costituenti del sottobosco molto noti sono i funghi, che richiedono in genere un ambiente umido per potersi sviluppare. Tra i funghi più famosi abbiamo il porcino, il chiodino, l'ovulo, la mazza di tamburo, le russule, i prataioli, le vescie, il pinarol.
Tipiche piante del sottobosco sono tutta quella serie di piante i cui frutti vanno solitamente sotto il nome di frutti di bosco: i ribes, i lamponi, i mirtilli, i rovi, le fragole di bosco. Crescendo di dimensioni, troviamo nel sottobosco l'asparago selvatico, la rosa canina, il pungitopo ed arbusti quali il biancospino, il ginepro, l'agrifoglio, l'alloro, il corbezzolo, il prugnolo.

### Fauna
Il sottobosco è un habitat ideale per molte specie animali, che in esso trovano riparo e da esso traggono nutrimento: uccelli di piccole dimensioni quali il merlo, il tordo, lo scricciolo, le cince, il fringuello, il pettirosso, il frosone, ma anche rapaci come il falco, la civetta, il gufo; mammiferi carnivori di piccole dimensioni quali la volpe e la martora; spazzini del sottobosco come gli onnivori cinghiali; i caprioli, che amano vivere nel sottobosco più fitto; piccoli roditori come il quercino, il ghiro e gli scoiattoli; serpenti come la biscia e la vipera.